# Moy (motorfiets)
Moy is een historisch merk van motorfietsen uit Polen uit de periode 1937-1940. De producent was Fabryka Motocyklova “Moy” uit Katowice. 
Moy was een kleine fabriek die 172cc-tweetaktblokken in platenframes bouwde. Waarschijnlijk is dit dezelfde fabriek die ook onder de naam MOJ bekend is.